# モハメド・エルネニー
モハメド・ナスル・エルサイード・エルネニー（アラビア語: محمد ناصر السيد النني、Mohamed Naser Elsayed Elneny、1992年7月11日 - ）は、エジプト・ガルビーヤ県出身のサッカー選手。アル・ジャジーラ所属。エジプト代表。ポジションはMF。

## 経歴

### クラブ
エジプトの名門アル・アハリのユースチーム育ちである。2008年にジョン・ウタカやモハメド・サラーを輩出したアラブ・コントラクターズSCに移籍し、2010年にエジプト・プレミアリーグでプロデビューした。
2013年1月にスイスの強豪FCバーゼルから冬のトレーニングキャンプに招請。そこでの成績が評価されて移籍し、2012-13シーズンのリーグ戦とカップ戦の優勝を経験した。シーズン終了後には2017年まで契約を延長。翌2013-14、2014-15シーズンもリーグ優勝に貢献するなど、バーゼルの中心的存在として活躍した。
2016年1月13日、プレミアリーグのアーセナルFCへの移籍が決定。同月30日のFAカップ戦のバーンリーFC戦でアーセナルデビューを飾った。更に3月のUEFAチャンピオンズリーグ1回戦のFCバルセロナ戦の2ndレグには、アーセナル加入後初ゴールを記録するなど、シーズン途中入団ながらセントラルMFに定着し、2015-16シーズンは11試合に出場した。
2018年3月26日、アーセナルと長期の契約延長したことが公式発表された。同年5月21日、ペア・メルテザッカーの引退に伴い、2018-19シーズンから背番号を4番に変更することが発表された。
2019年8月31日、ベシクタシュJKへ1年間の買取オプション付きのローン移籍が発表された。
ウナイ・エメリが監督の時は構想外であったが、ミケル・アルテタが監督に就任して以降は構想に含まれ、出場機会も従来よりは増加した。2021年5月2日、プレミアリーグ・ニューカッスル戦で66試合目にして自身初となるプレミアリーグでの得点を決めた。同シーズンではリーグ戦23試合に出場した。同年9月2日、代表戦期間中に非公式で行ったブレントフォード戦で左のハムストリングを負傷。9月22日のEFLカップのAFCウィンブルドン戦でベンチ入りするまで約3週間の離脱となった。しかし、2021-22シーズンではトーマス・パーティの復調やグラニト・ジャカの復帰もあり出番が減少。1月の移籍市場では移籍を志願したが、アルテタによって拒否されたと報じられた。その後パーティが負傷してシーズン絶望となって得た出場機会で活躍。アーセナルの欧州大会復帰となる5位フィニッシュに貢献したことから、2022年5月25日にアーセナルと契約延長したことが公式発表された。
2022年8月27日、プレミアリーグのフラムFC戦でハムストリングを負傷。11月3日のヨーロッパリーグのFCチューリッヒ戦で実戦復帰するまで約2ヶ月の離脱となった。2023年1月31日、同月15日のトッテナム戦前の練習で負った右膝の負傷が重傷であったため手術を行い成功したことが発表された。同年9月27日のEFLカップのブレントフォード戦で実戦復帰するまで約8ヶ月の離脱となった。同年2月21日、今シーズン限りだった契約を1年延長したことが発表された。2024年6月3日、契約期間満了につき6月30日をもってアーセナル退団となることが公式発表された。

### 代表
2011年に19歳の若さでエジプト代表に招集され、同年9月3日のアフリカネイションズカップ2012予選、シエラレオネ戦でデビュー。2012年のロンドンオリンピックにも出場した。
2014年6月4日のジャマイカとの親善試合で代表初得点を記録。
アフリカネイションズカップ2017ではグループリーグ3試合と、カメルーンとの決勝に出場。決勝では先制ゴールを挙げたものの、チームは逆転を喫し準優勝に終わった。
2021年12月29日、アフリカネイションズカップ2021に向けた招集メンバーに選出された

## 代表歴

### 出場大会
- エジプト代表
  - 2018 FIFAワールドカップ

### 試合数
- 国際Aマッチ 97試合 8得点（2011年-）[24]

| エジプト代表 | 国際Aマッチ | 国際Aマッチ |
| 年           | 出場        | 得点        |
| ------------ | ----------- | ----------- |
| 2011         | 2           | 0           |
| 2012         | 17          | 0           |
| 2013         | 8           | 0           |
| 2014         | 9           | 0           |
| 2015         | 6           | 0           |
| 2016         | 7           | 0           |
| 2017         | 11          | 0           |
| 2018         | 10          | 0           |
| 2019         | 8           | 0           |
| 2020         | 1           | 0           |
| 2021         | 4           | 0           |
| 2022         | 10          | 0           |
| 2023         | 4           | 0           |
| 2024         |             |             |
| 通算         | 97          | 8           |

## タイトル

### クラブ
アーセナルFC
- FAカップ : 2016-17
- FAコミュニティ・シールド : 2017, 2020